# فرانسیسکو بیسکو
فرانسیسکو بیسکو (انگلیسی: Francisco Bizcocho؛ زادهٔ ۲۲ ژانویهٔ ۱۹۵۱) بازیکن فوتبال اهل اسپانیا است.
از باشگاه‌هایی که در آن بازی کرده‌است می‌توان به باشگاه فوتبال رئال بتیس اشاره کرد.
وی همچنین در تیم ملی فوتبال اسپانیا بازی کرده‌است.